# 녹턴, Op. 15 (쇼팽)
쇼팽의 녹턴 작품번호 제15번(3 Nocturnes, Op. 15)은 프레데리크 쇼팽이 1830년에서 1833년에 쓴 곡으로 녹턴 4번, 5번과 6번을 통칭하는 말이다. 작품번호 제15번은 1834년 1월에 첫 출판되었으며, 독일의 작곡가이자 지휘자인 페르디난드 힐러에게 헌정되었다.

## 녹턴 4번 바장조
쇼팽의 녹턴 4번은 1832년에 작곡되었고 단순한 세도막 형식을 취하고 있다. 첫 부분인 바장조 부분에서는 느리고 목가풍의 선율이 흐르나 두 번째 부분인 바단조 부분에서 빠르고 극적이게 멜로디가 변화한다. 하지만 다시 첫 부분의 형태로 돌아가 곡을 끝마친다.
|  |  |

## 녹턴 5번 올림바장조
쇼팽의 녹턴 5번 또한 1832년에 작곡되었고 세도막 형식이 곡에 반영되었다. 첫 번째 부분에서는 왼손의 단순한 8분음표의 반주에 맞춰서 오른손의 장식음이 많이 사용된 멜로디가 흐른다. 두 번째 부분에서는 처음 속도인 라르게토(Larghetto)보다 두 배로 빠르게 쳐 한 편의 스케르초를 연상시키게 만든다. 이 부분에서는 평이한 왼손에 맞추어서 오른손의 다섯잇단음표와 함께 붙어있는 점8분음표와 16분음표를 연주하는데 이 부분이 특히 어렵다. 마지막부분에서는 올림바장조의 32분음표로 구성된 하강 아르페지오 멜로디가 잦아든 후 마치게 된다.
|  |  |

## 녹턴 6번 사단조

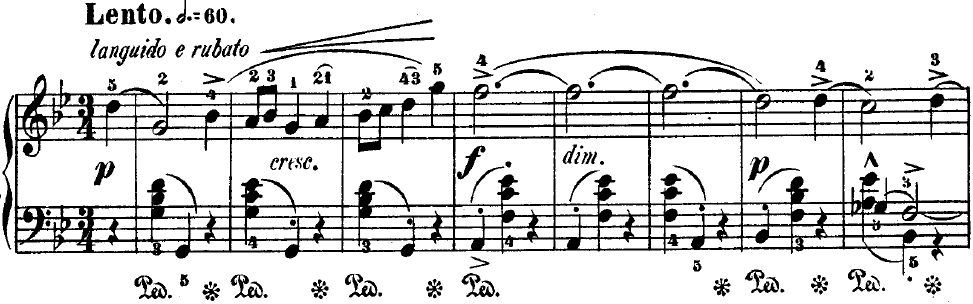
녹턴 6번의 첫 부분

쇼팽의 녹턴 6번은 녹턴 4번과 함께 전체 녹턴 21개 중에서 4분의 3박자로 이루어진 곡 2개 중 하나에 속한다. 다만 4번은 중간에 8분의 6박자로 변화하는 부분이 있어서 전체가 4분의 3박자로 이루어진 곡은 이 6번이 유일하다. 오른손은 단순한 8분음표와 4분음표, 2분음표로 이루어져 있고 왼손은 오른손을 보충해주는 역할로 주로 4분음표로 이루어져있다. 중간에 격정적인 부분으로 치닫는 부분이 있는데 이 부분을 제외하고는 연주가 쉬운 편이다. 6번은 또한 특이한 점이 보통의 세도막 형식(A-B-A)에서 벗어났다는 점이다. 6번은 A-B-C 형태로 이루어져 있고 C부분에서는 A부분과 닮은 멜로디가 없다.
쇼팽의 초기에 이 곡을 작곡했을 때 '묘지에서'라는 제목을 붙였다. 이는 윌리엄 셰익스피어의 햄릿 공연을 본 후였는데 다시 지우고 나서 '각자 알아서 연주하기를'이라고 적어넣었다.

## 같이 보기
- 프레데리크 쇼팽
- 쇼팽의 녹턴